# Воспитательная колония
Воспита́тельная коло́ния (ВК) — один из видов исправительного учреждения в России. В воспитательных колониях отбывают наказания несовершеннолетние осуждённые к лишению свободы, а также осуждённые, оставленные в воспитательных колониях до возраста 19 лет (п. 9 ст. 74 Уголовно-исполнительного кодекса РФ). До 1997 года такие колонии назывались воспитательно-трудовыми. В воспитательных колониях устанавливаются обычные, облегчённые, льготные и строгие условия отбывания наказания. Особенности исполнения наказания в воспитательных колониях регулируются главой 17 Уголовно-исполнительного кодекса РФ.
На 1 июля 1997 года в воспитательно-трудовых колониях содержалось более 21 тысячи человек. На 1 января 2007 года в России функционировали 62 воспитательные колонии, в которых содержалось более 16 тысяч человек. В 2021 году функционирует 18 воспитательных колоний, в которых на 1 января 2021 года содержалось 949 человек. На октябрь 2021 года в 18 воспитательных колониях для несовершеннолетних – 869 чел (-80 чел. к 1 января 2021 года).

## Список воспитательных колоний
По данным, опубликованным на сайте Федеральной службы исполнения наказаний, на 19 февраля 2018 года в России действуют следующие воспитательные колонии:
- Алексинская воспитательная колония;
- Ангарская воспитательная колония;
- Арзамасская воспитательная колония;
- Архангельская воспитательная колония;
- Белореченская воспитательная колония;
- Биробиджанская воспитательная колония;
- Бобровская воспитательная колония;
- Брянская воспитательная колония;
- Ижевская воспитательная колония;
- Камышинская воспитательная колония;
- Канская воспитательная колония;
- Кизилюртовская воспитательная колония;
- Кировградская воспитательная колония;
- Колпинская воспитательная колония;
- Мариинская воспитательная колония;
- Можайская воспитательная колония;
- Находкинская воспитательная колония;
- Новооскольская воспитательная колония;
- Новосибирская воспитательная колония;
- Пермская воспитательная колония;
- Стерлитамакская воспитательная колония;
- Томская-2 воспитательная колония;
- Тюменская воспитательная колония.